# Walerian Słomka
Walerian Słomka (ur. 13 września 1933 w Ładzie k. Biłgoraja) – polski duchowny rzymskokatolicki, profesor nauk teologicznych, nauczyciel akademicki Wydziału Teologii Katolickiego Uniwersytetu Lubelskiego Jana Pawła II, specjalności naukowe: teologia doświadczenia duchowego, teologia duchowości katolickiej.

## Życiorys
W 1951 wstąpił do Wyższego Seminarium Duchownego w Lublinie. Święcenia kapłańskie przyjął 22 grudnia 1956. W 1957 ukończył studia na kierunku teologia w Katolickim Uniwersytecie Lubelskim. W 1959 uzyskał stopień naukowy doktora na podstawie pracy Nauka św. Tomasza z Akwinu o chwale Bożej napisanej pod kierunkiem Wincentego Granata. Od 1962 pracował Katedrze Teologii Ascetycznej i Mistycznej KUL, w latach 1963–1965 przebywał na stypendium w Rzymie W 1972 uzyskał stopień doktora habilitowanego na podstawie pracy Doświadczenie chrześcijańskie i jego rola w poznaniu Boga. Studium w świetle fenomenologicznej metody Husserla. Od 1974 kierował Katedrą Teologii Życia Wewnętrznego, w 1982 utworzył Katedrę Historii Duchowości. W 1984 otrzymał tytuł naukowy profesora nauk teologicznych.
Był zatrudniony w Instytucie Teologii Duchowości Wydziału Teologii KUL. Pod jego kierunkiem stopień naukowy doktora uzyskali m.in. Marek Chmielewski, Andrzej Skiba, Stanisław Urbański, Wojciech Zyzak, Adam Rybicki i Arkadiusz Okroj.
Został członkiem zwyczajnym Towarzystwa Naukowego Katolickiego Uniwersytetu Lubelskiego Jana Pawła II. W latach 1980–1988 był przewodniczącym Komisji Historycznej ds. beatyfikacji matki Kolumby Białeckiej.
W 2006 ukazała się publikacja pt. Ks. Walerian Słomka w oczach służb specjalnych – reprodukcja oryginalnych dokumentów.
W 2019 został pozwany za molestowanie i gwałt. W tym samym roku został zobligowany przez sąd do przeproszenia swojej ofiary za czyny pedofilskie jakich dopuścił się w latach 90. wobec 11-letniego wówczas chłopca (sprawa się przedawniła). Sprawę molestowania seksualnego badała Kongregacja Nauki i Wiary. Duchowny nie przyznawał się do winy. Decyzją Stolicy Apostolskiej został zobowiązany m.in. do intensywnej modlitwy i pokuty oraz powstrzymania się od jakiejkolwiek aktywności publicznej.

## Odznaczenia i nagrody
W 1995 otrzymał Nagrodę im. Ireny i Franciszka Skowyrów, w 2002 Medal Komisji Edukacji Narodowej oraz Nagrodę Prezydenta Miasta Lublina. 
W 2008 prezydent Lech Kaczyński odznaczył go Krzyżem Oficerskim Orderu Odrodzenia Polski za „wybitne zasługi w pracy naukowej i dydaktycznej, za działalność organizacyjną i społeczną”. Postanowieniem z 10 września 2019 prezydent Andrzej Duda pozbawił ks. go tego odznaczenia.

## Publikacje
- Źródła postaw i życia chrześcijańskiego (1996)
- Rekolekcje atlantyckie (2000)
- Medytuję, więc jestem (1992)
- Ojcze nasz: najdoskonalsza z modlitw (2001)
- Kontemplacja uszczęśliwiająca (2003)
- Duchowość kapłańska (1996)
- Wiara Kościoła Chrystusowego moją wiarą: Skład Apostolski krok po kroku (2013)
- Błogosławieni – znaczy szczęśliwi: sługa Boży ks. Wincenty Granat w tle błogosławieństw ewangelicznych (2013)
- Świętość na świeckiej drodze życia (1981)
- Wartość światopoglądu chrześcijańskiego (1987)[5]